# 木本梨絵
木本 梨絵（きもと りえ、1992年 - ）は、日本のクリエイティブディレクター。株式会社HARKEN代表。
日本の里山に眠る可食植物の研究をする「日本草木研究所」共同代表。自然環境における不動産開発「DAICHI」共同創業。
自らも事業を営みながら、さまざまな業態開発やイベント、ブランドの企画、アートディレクションを行う。2020年より武蔵野美術大学の非常勤講師を務め、店舗作りにおけるコンセプトメイキングをテーマに教鞭を執っている。

## 経歴
和歌山県有田市生まれ。東京大学を出て官僚になるほど優秀な兄と比べて自分には絵以外に得意なものが無いから、という理由で、幼稚園時代から美術の道を志した。
2015年、武蔵野美術大学造形学部空間演出デザイン学科卒業。
スマイルズ社への入社を熱望していたが入社試験では不合格。しかし「この会社以外には入りたい会社が無い」という意気込みで社長にホテルの企画を直接プレゼンして何とか採用されるも、希望したデザイン関連の部課ではなく、ファミリーレストランの接客担当に配置された。
本屋「文喫」で、2019年グッドデザイン賞グッドフォーカス部門を受賞。

## 受賞歴
- グッドデザイン賞
- iF Design Award
- 日本タイポグラフィ年鑑

## 出演番組
次世代クリエイティブ専門チャンネル「THE CONFIDENTIAL」